# گردن کلفت (فیلم ۱۳۴۳)
گردن‌کلفت فیلمی ایرانی به کارگردانی و نویسندگی سعید کامیار ساختهٔ سال ۱۳۴۳ است.

## بازیگران
- سعید کامیار
- شبنم جهانگیری
- سیمین
- جواد تقدسی
- دلیله نمازی
- اکبر هاشمی
- علی آزاد
- غلامرضا سرکوب
- عباس مهردادیان
- یدالله محمدی‌نژاد
- حسین جهانگیری